# Alba Delgado
Alba Marisela Delgado Rubio (Estanzuelas, Usulután, 6 de enero de 1991) es una modelo y reina de belleza salvadoreña. Fue ganadora del certamen Nuestra Belleza El Salvador en 2013 y representó a El Salvador en la 62.ª edición de Miss Universo con la que se posicionó en el puesto 16. Estudio Relaciones Públicas y Comunicación.

## Biografía
Alba Delgado nació en Estanzuelas del departamento de Usulután, el 6 de enero de 1991.

## Concursos de belleza

### Nuestra Belleza El Salvador 2013
Alba Delgado fue coronada Nuestra Belleza El Salvador 2013 el 26 de abril en el Royal Decameron.

### Miss Universo 2013
Alba representó a El Salvador en el Miss Universo 2013 llevado a cabo en Rusia. En el evento no logró ningún premio ni logró posicionarse en un puesto del Top 15.

| Predecesora: Ana Yancy Clavel | Nuestra Belleza El Salvador 2013 | Sucesora: Patricia Murillo |